# Гуртих, Владимир Матвеевич
Владимир Матвеевич Гуртих (1878 — не ранее 1949) — подполковник 261-го пехотного Ахульгинского полка, герой Первой мировой войны, участник Белого движения.

## Биография
Сын отставного капитана. Уроженец Терской области. Среднее образование получил во Владикавказской гимназии.
Воинскую повинность отбывал в 81-м пехотном Апшеронском полку. Выдержав экзамен при Тифлисском пехотном юнкерском училище, 30 июля 1902 года был произведен в прапорщики запаса армейской пехоты. 13 ноября 1906 года произведен подпоручиком в тот же полк, 10 ноября 1910 года произведен в поручики.
С началом Первой мировой войны был переведен в 261-й пехотный Ахульгинский полк. Удостоен ордена Св. Георгия 4-й степени
За то, что в ночь с 11 на 12 февраля 1915 года прошел со своей ротой по весьма трудной дороге к ущелью Клыч-Гядука и на рассвете взобрался по глубокому снегу на эту гору; внезапной атакой обратил в бегство турок, занимавших эту гору, овладел двумя горными орудиями, повернул их против дрогнувшего врага и огнем из этих орудий обратил в совершенное бегство ошеломленного противника и, таким образом, овладел важным для нас пунктом.
Произведен в штабс-капитаны 28 сентября 1915 года «за выслугу лет», в капитаны — 25 января 1916 года. Пожалован Георгиевским оружием
За то, что в бою 7 августа 1916 года при взятии высоты 2400, командуя 3-м батальоном названного полка, под сильнейшим огнем противника, руководя операцией батальона, способствовал взятию штурмом высоты 2400, имевшей важное значение, и захвату 3 орудий, 2 пулеметов и 52 пленных.
Произведен в подполковники 7 июля 1917 года.
В Гражданскую войну участвовал в Белом движении в составе Добровольческой армии и ВСЮР. Принимал участие в Терском восстании, с 10 октября 1918 года — в Офицерском отряде полковника Литвинова. Был ранен. Затем состоял командиром запасного батальона 21-й пехотной дивизии, переименован в полковники. Был взят в плен во Владикавказе.
В 1920 году состоял на особом учете в Рязанском губернском военкомате, в 1921 году — в Рязанском концлагере, на 1 февраля 1922 года — на особом учете в Вятском губернском военкомате. К 1939 году работал бухгалтером в городском финансовом отделе Кирова, был арестован. Обвинялся по статьям 58-10, 58-11 УК РСФСР, 16 мая 1939 года Кировским областным судом был приговорен к ВМН с конфискацией имущества. Определением СК по уголовным делам Верховного суда РСФСР от 26 сентября 1939 года ВМН была заменена на 10 лет лишения свободы. По отбытии наказания проживал в Кирове. Дальнейшая судьба неизвестна.

## Награды
- Орден Святого Георгия 4-й ст. (ВП 7.01.1916)
- Орден Святой Анны 4-й ст. с надписью «за храбрость» (ВП 10.12.1916)
- Орден Святой Анны 3-й ст. с мечами и бантом (ВП 27.01.1917)
- Георгиевское оружие (Дополнение к ПАФ 8.07.1917)